# Акмянский камень
Акмянский камень (лит. Akmenės akmuo) — природный гигантский камень, памятник природы на окраине села Акмяне, на территории Расейнского района в Литве.
Камень неправильной формы, размером 4,5×4 м, высотой 2,2 м (по другим сведениям — размером 4,6 × 4,48 м, высотой 2,43 м).
Согласно предложениям, камень использовался язычниками в их обрядах.

## История
В 1808 году заботами помещицы Контримене на самой высокой каменной площадке камня была установлена деревянная часовня со статуями святых, которая впоследствии несколько раз обновлялась.
Акменский камень до 1930-х годов посещали многочисленные паломники, молились в часовне, жертвовали деньги. Считалось, что вода близ протекающей реки Сандравы имеет целебные свойства.
В 2012 году часовня на камне пострадала от штормового ветра. Восстановление и реконструкция часовни были закончены в 2014 году.